# Euthalia monina
Euthalia monina är en fjärilsart som beskrevs av Fabricius 1787. Euthalia monina ingår i släktet Euthalia och familjen praktfjärilar. Inga underarter finns listade i Catalogue of Life.

## Bildgalleri

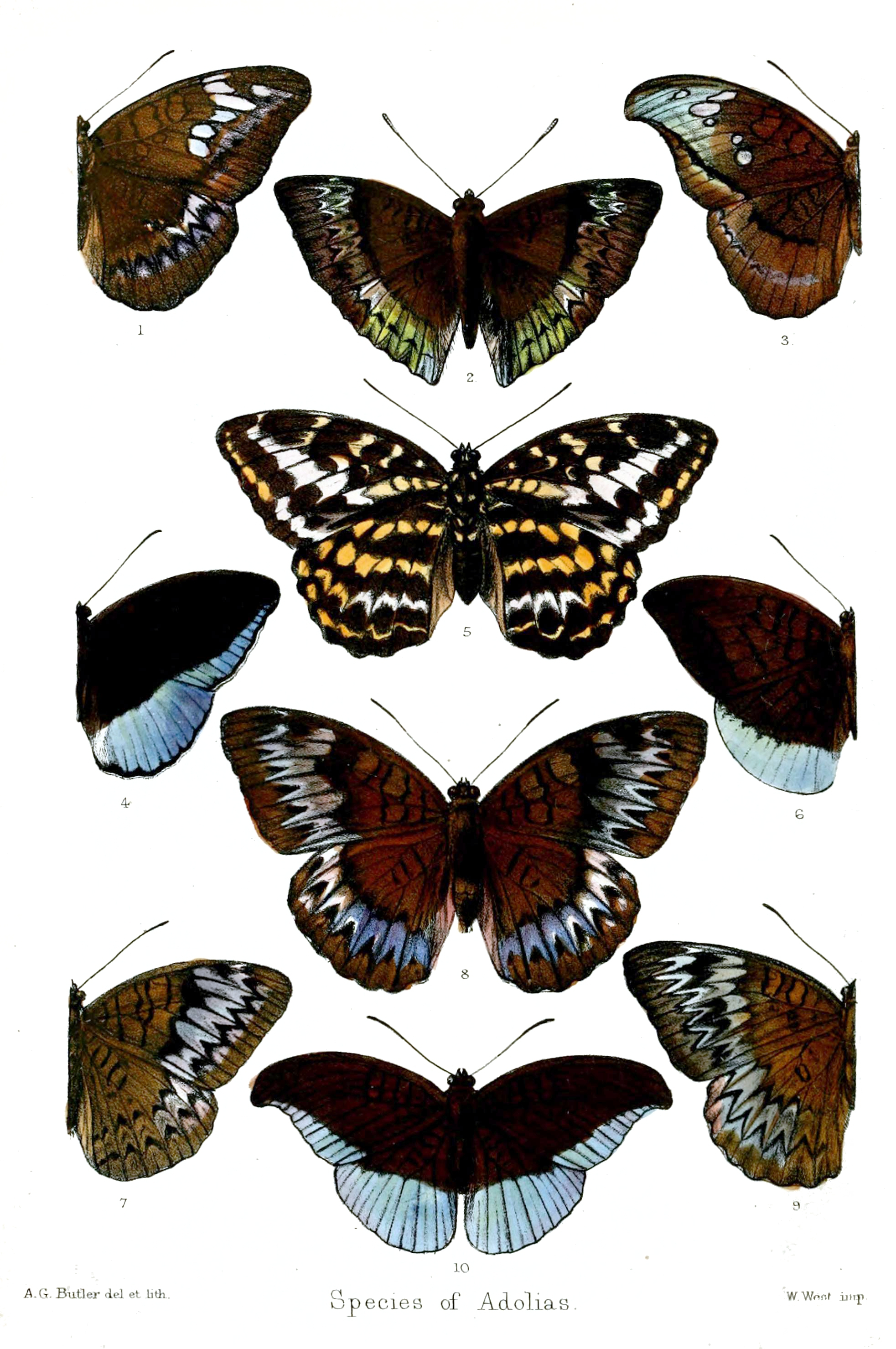
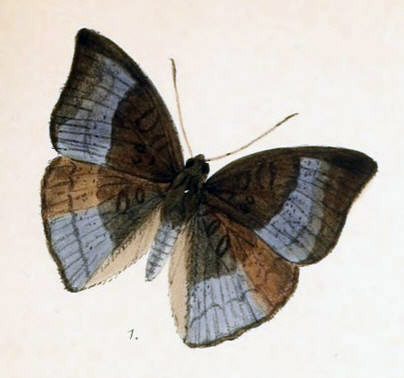
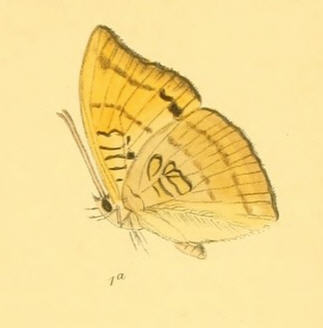
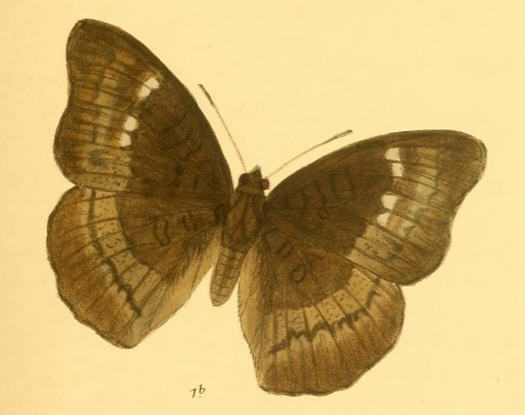
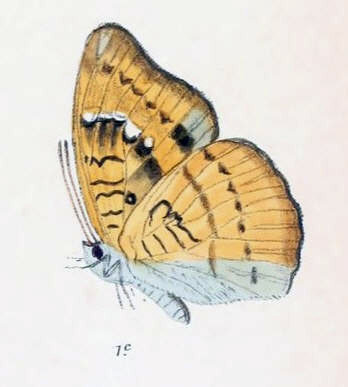
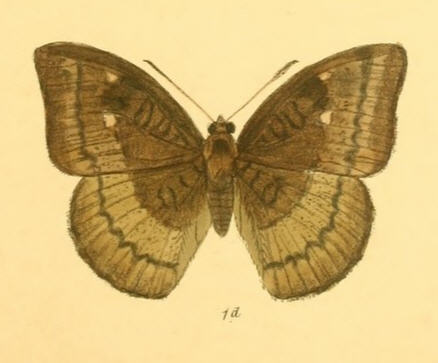